# Les Spann
Pour les articles homonymes, voir Spann.
Leslie Spann Jr., né le 23 mai 1932 et mort le 24 janvier 1989, est un guitariste et flûtiste jazz américain.

## Biographie
Les Spann enregistre en tant que sideman avec Nat Adderley, Benny Bailey, Bill Coleman, Eddie "Lockjaw" Davis, Curtis Fuller, Red Garland, Benny Goodman, Sam Jones, Abbey Lincoln, Charles Mingus, Duke Pearson, Jerome Richardson, Charlie Shavers, Sonny Stitt, Billy Taylor, Randy Weston et Ben Webster. En tant que leader il n'enregistre qu'une seule fois, l'album Gemini en 1961.

## Œuvres
- Gemini 1961